# Бишоп, Гебер
Гебер Бишоп (англ. Heber Reginald Bishop; 1840—1902) — американский бизнесмен, коллекционер и филантроп.
Был меценатом и попечителем Метрополитен-музея в период его становления. Его известная коллекции нефрита была передана в дар этому музею.

## Биография
Родился 2 марта 1840 года в городе Медфорд, штат Массачусетс, в семье Натаниэля Холмса Бишопа (1789—1850) и его жены Мэри Смит Фаррар (1806—1881). Их предки эмигрировали из Ипсвича, Англия, в американскую колонию Массачусетс в 1685 году, поселившись в городе Медфорд.
Получив коммерческое образование, в возрасте 19 лет, поехал на Кубу в город Remedios, чтобы заняться сахарным бизнесом. Создал собственную компанию Bishop & Company, которую продал в 1873 году и вернулся в Соединенные Штаты, где сначала жил в доме своего тестя в Эрвингтоне, штат Нью-Йорк, а позже в своем нью-йоркском доме на Пятой авеню, 881. Занимался инвестициями в банковские структуры, металлургические, железнодорожные и горнодобывающие компании. Был членом Торгово-промышленной палаты Нью-Йорка, директором железнодорожной компании Chicago, Rock Island and Pacific Railroad, а также возглавлял компании — Chandler Iron Company, Metropolitan Trust Company of New York и Lackawanna Iron and Steel Company.

### Семья

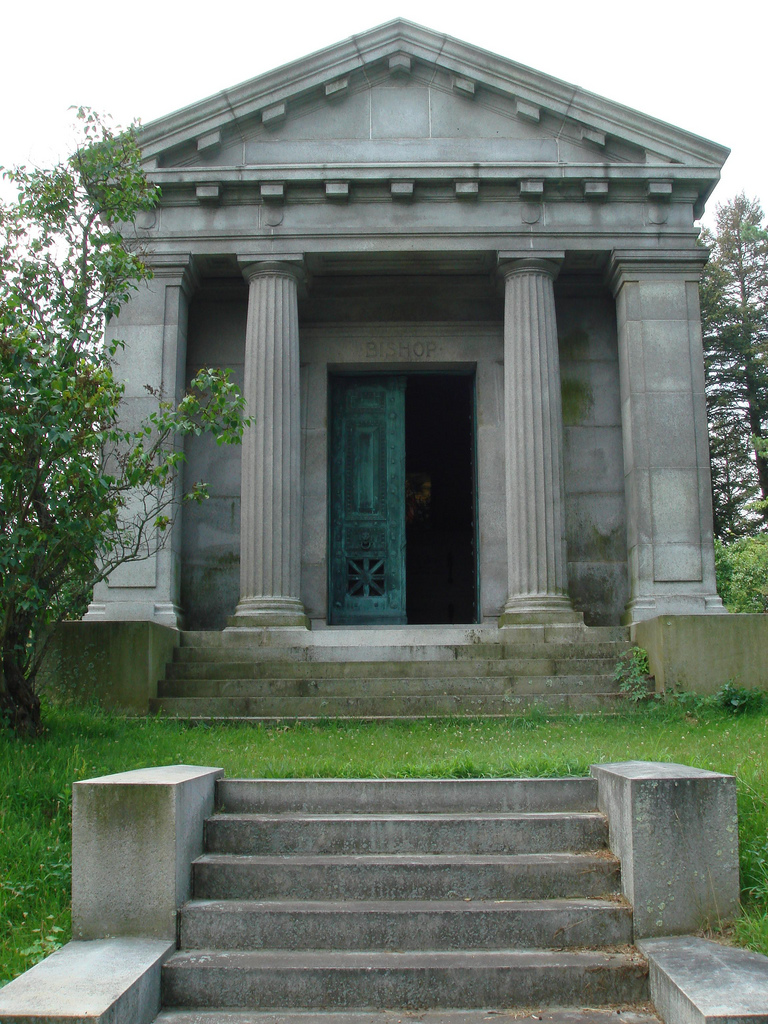
Мавзолей семьи Бишоп

20 октября 1862 года женился на Мэри Каннингем (1842—1905) — дочери Элизабет Гриффитс (1809—1869) и её мужа Джеймса Каннингема (1801—1870), который был инженером-механиком и судовладельцем в Эрвингтоне.
У них было восемь детей: Mary Cunningham Bishop (1864—1948), Elizabeth Templeton Bishop (1865—1934), Harriet Arnold Bishop (1866—1931), Heber Reginald Bishop, Jr. (1868—1923), James Cunningham Bishop (1870—1932), Francis Cunningham Bishop (1872—1927), Edith Bishop (1874—1959) и Ogden Mills Bishop (1878—1955).
Умер 10 декабря 1902 года в Нью-Йорке. Был похоронен на кладбище Sleepy Hollow Cemetery в местечке Слипи-Холлоу, штат Нью-Йорк, в семейном мавзолее (там же похоронены его жена и некоторые дети).
Имущество Бишопа, оцениваемое около 3 500 000 долларов, досталось жене, детям, сестре и брату. Часть своих средств Гебер Бишоп оставил Метрополитен-музею для хранения его коллекции.

### Коллекция
В 1902 году Гебер Бишоп пожертвовал нью-йоркскому Метрополитен-музею свою коллекцию художественных изделий из Китая и Японии, а также часть экспонатов из Мексики, Центральной Америки, Швейцарии, Франции, Италии, Новой Зеландии и других стран. В её числе были артефакты из жада и нефрита. Кроме этого он передал в дар Американскому музею естественной истории в 1879 году большую коллекцию аляскинских древностей.
При содействии путешественника, майора Джона Пауэлла, Бишоп собрал большую коллекцию этнологических артефактов Британской Колумбии, в том числе знаменитое каноэ индейцев хайда, которое составляет 64 футов в длину, 8 футов в ширину и целиком было выдолблено из ствола одного дерева, взятого у племени Heiltsuk.
Интересно, когда Brayton Ives — предприниматель и финансист Нью-Йорка, перестал собирать свою коллекцию редких исторических мечей, они были выставлены на продажу; благодаря усилиям Гебера Бишопа, а также другого бизнесмена и коллекционера — Уильяма Уолтерса и Американской художественной ассоциации (англ. American Art Association), ценная коллекция мечей была выкуплена за 15 000 долларов и пожертвована Метрополитен-музею.